# Maria Küchler-Flury
Maria Küchler-Flury, née le 26 janvier 1941 à Stans (originaire du même lieu et de Kerns), est une personnalité politique suisse du canton d'Obwald, membre du Parti démocrate-chrétien.
Elle est conseillère d'État du canton d'Obwald de 1992 à 2004. Elle est la première femme à y siéger et la première femme à le présider, en 2003-2004.

## Biographie

### Origines et famille
Maria Küchler-Flury naît Maria Agnes Flury le 26 janvier 1941 à Stans, dans le canton de Nidwald. Elle est originaire du même lieu et de Kerns, dans le canton d'Obwald.
Son père, Balz Flury, est secrétaire communal ; sa mère, née Anna Niederberger, est ménagère.
Elle épouse en 1965 Werner Küchler, président démocrate-chrétien de la commune de Sarnen en 1978 et 1979 et député au Conseil cantonal d'Obwald de 1974 à 1989 (président en 1988-1989), avec qui elle a quatre enfants.

### Formation et parcours professionnel
Elle fait sa scolarité obligatoire à Stans, de 1948 à 1955. Après un séjour linguistique en Suisse romande en 1955-1956, elle se forme comme institutrice à l'école normale de Menzingen de 1957 à 1961.
Elle enseigne à Sarnen de 1961 à 1966, avec une interruption en 1964 pour un séjour linguistique en Angleterre.
Elle travaille de 1968 à 1992, après la naissance de son deuxième enfant, dans la fiduciaire de son mari comme responsable de l'administration et du personnel.

### Parcours politique
Maria Küchler-Flury adhère au Parti démocrate-chrétien à la fin des années 1970.
Elle est membre du conseil d'éducation d'Obwald de 1986 à 1992 et de la commission de vérification des comptes de Sarnen de 1989 à 1992. Elle est également députée au Conseil cantonal d'Obwald de 1990 à 1992.
Elle est élue au Conseil d'État du canton d'Obwald par la Landsgemeinde le 26 avril 1992 pour succéder au démocrate-chrétien Alexander Höchli,. Première femme à siéger au gouvernement du canton et première femme à être élue à un gouvernement cantonal par une Landsgemeinde, elle y dirige le département de l'artisanat, de l'industrie et de l'aide sociale (renommé département de l'économie en 1999). Elle y crée l'office régional de placement et réorganise l'hôpital cantonal. Au cours des deux dernières années de son mandat (2003-2004), elle est la première femme à occuper le poste de président (landammann) du Conseil d'État obwaldien. Elle démissionne en cours de législature à la fin juin 2004.

### Autres activités, notamment associatives
Déjà active dans des associations féminines d'utilité publique avant son entrée dans l'exécutif cantonal, Maria Küchler-Flury fait partie du comité de l'Union civique des femmes catholiques, qui comptait parmi ses objectifs l'éducation civique des femmes, de la Ligue des femmes catholiques d'Obwald, de la Frauengemeinschaft Sarnen (association de femmes catholiques) et du Fonds social obwaldien pour les mères et les familles dans le besoin.
Elle préside notamment l'Association pour la promotion de la formation professionnelle CVT Myanmar de 2002 à 2012, qui gère une école professionnelle en Birmanie, et cofonde l'Association Alzheimer Obwald-Nidwald, dont elle est la coprésidente de 2006 à 2015.